# Spy vs. Spy
Pour les articles homonymes, voir Spy vs. Spy (homonymie).

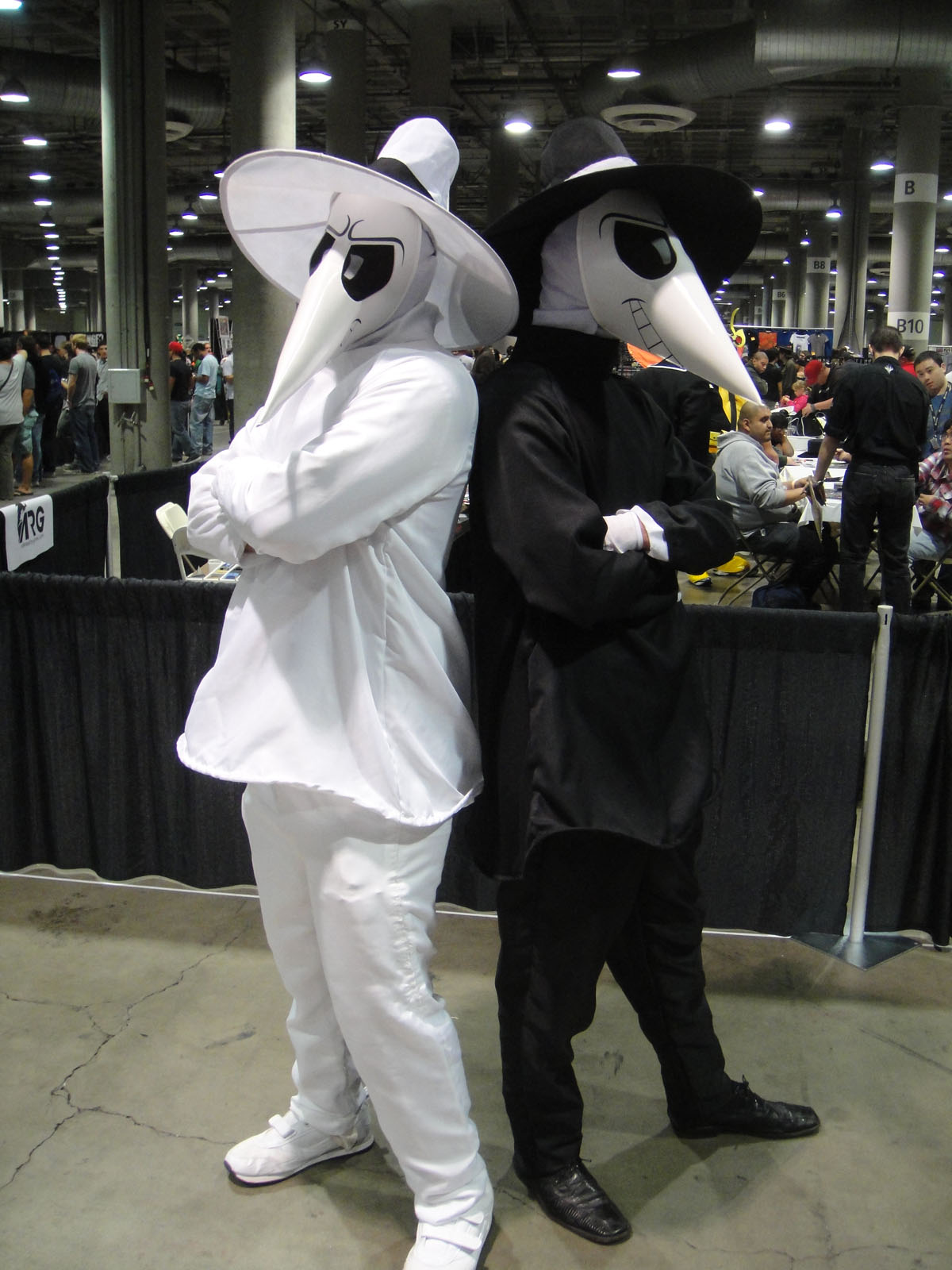
Cosplay de Spy vs Spy.

Spy vs Spy est un comic strip sans parole créé par le dessinateur cubain Antonio Prohías, paru pour la première fois dans le magazine Mad en janvier 1961. Il suit les aventures de deux agents secrets absolument identiques, si ce n'est que l'un est entièrement vêtu de blanc (nommé Dagger) et l'autre de noir (nommé Joke). Ils ne cessent de se tendre des pièges l'un à l'autre, et les retournements de situation qui s'ensuivent se terminent toujours par la mort censurée de l'un des deux personnages. En général, l'espion vainqueur alterne entre chaque strip.
Une espionne habillée de gris vient parfois perturber ce scénario en jouant sur l'antagonisme des agents secrets, et privilégie l'un ou l'autre, ou triomphe des deux.

## Adaptations
Quatre jeux vidéo ont été tirés du comic strip :
- 1984 : Spy vs. Spy (C64, ATARI 800 XL, Apple II, Amstrad, BBC Electron, MSX, NES puis Amiga et Atari ST en 1985)
- 1985 : Spy vs. Spy II: The Island Caper (C64, ATARI 800 XL, Apple II, Amstrad, BBC Electron, MSX)
- 1986 : Spy vs. Spy: Artic Antic (C64, ATARI 800 XL)
- 1999 : Spy vs. Spy (Gameboy Color)
- 2005 : Spy vs. Spy (PS2 et Xbox)

### Documentation
- Paul Gravett (dir.), « De 1950 à 1969 : Spy vs. Spy », dans Les 1001 BD qu'il faut avoir lues dans sa vie, Flammarion, 2012 (ISBN 2081277735), p. 224.
- Antonio Prohias, Spy vs Spy. The Complete Casebook, Watson-Guptill, 2001.